# Workers Party of Britain
De Workers Party of Britain (WPB), ook wel de Workers Party of Great Britain (WPGB) of Workers Party GB genoemd, is een Britse politieke partij. De partij werd in 2019 opgericht door George Galloway, die ook de partijleider is. De partij wordt gezien als socialistisch en sociaal conservatief. In 2024 had de WPB korte tijd één zetel in het Lagerhuis. Verder heeft de WPB enkele zetels op gemeentelijk niveau, vooral in het noorden van Engeland.

## Oprichting en standpunten
De Workers Party of Britain werd in 2019 opgericht door George Galloway, een voormalig Labour-politicus die in het Verenigd Koninkrijk omstreden is vanwege zijn controversiële uitspraken en standpunten. Hij richtte de partij op als reactie op de nederlaag van de Labour Party bij de algemene verkiezingen van 2019, en het aftreden van de links-radicale Jeremy Corbyn als partijleider.
De partij identificeert zich als een socialistische arbeiderspartij die streeft naar een herverdeling van rijkdom en macht ten gunste van werkende mensen. Ze beschrijft zichzelf als economisch radicaal, en wil zich inzetten voor klassenpolitiek. Ze pleit voor wederopbouw van de Britse industrie, 'fatsoenlijke' huisvesting voor iedereen, gratis of goedkoop openbaar vervoer, en een einde aan de wachtlijsten in de gezondheidszorg. De partij is tegen het lidmaatschap van de NAVO en de Europese Unie. Ze ziet zionisme als een gewelddadige racistische ideologie.
De WPB wordt gezien als sociaal conservatief, bijvoorbeeld door het afwijzen van genderzelfidentificatie, en als klimaatsceptisch. Ze verzet zich tegen wat ze ziet als de woke-ideologie.

## Verkiezingen

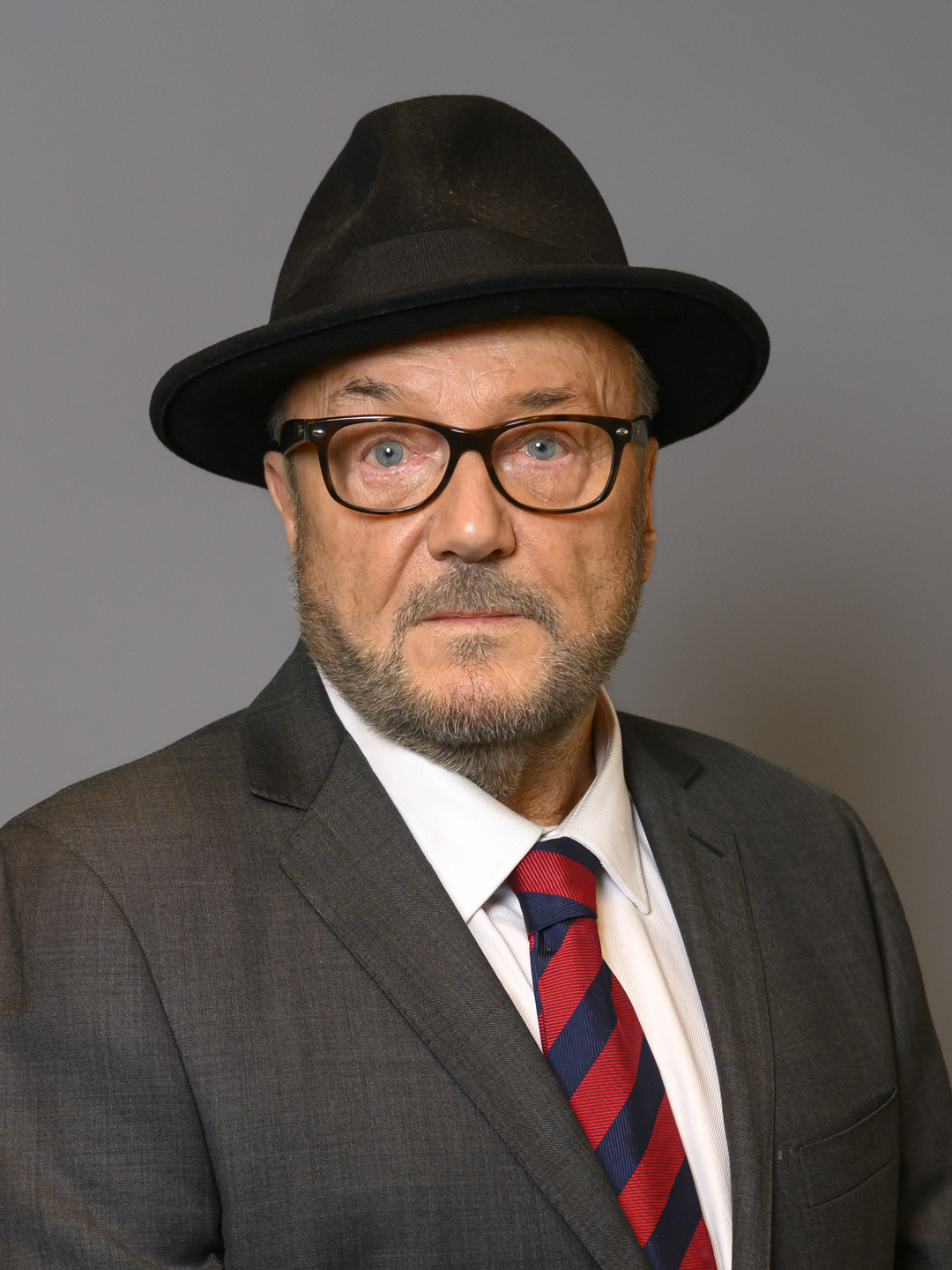
George Galloway, 2024

De partij neemt sinds maart 2021 deel aan plaatselijke en regionale verkiezingen, aanvankelijk zonder succes. In 2021 stond Galloway voor de WPB kandidaat bij tussentijdse verkiezingen voor het Lagerhuis in het district Batley and Span. Hij werd niet gekozen. Op 29 februari 2024 had hij wel succes bij tussentijdse verkiezingen in Rochdale en werd hij het eerste Lagerhuislid voor de Workers Party of Britain. Daarbij werkte in zijn voordeel dat er bij deze verkiezingen in Rochdale geen officiële Labour kandidaat was. 
In maart 2024 kreeg de WPB in Hounslow haar eerste gemeenteraadslid toen een geschorste Labourpoliticus zich bij de partij aansloot. Bij de gemeenteraadsverkiezingen van mei 2024 stelde de partij 33 kandidaten. Vier van hen werden verkozen: twee in Rochdale, één in Calderdale en één in Manchester.
Galloway kondigde aan dat de partij van plan was om bij de eerstkomende Lagerhuisverkiezingen in elk van de 650 districten een kandidaat te stellen. Hij beschreef de Labourpartij als de "grootste vijand" en zei dat de WPB vooral Labourzetels in het vizier zou hebben. Uiteindelijk stelde de WPB voor de Lagerhuisverkiezingen van 4 juli 2024 152 kandidaten. Galloway was zelf herkiesbaar in Rochdale. 
In het verkiezingsprogramma zette de WPB in op armoedebestrijding en sociale huisvesting. De partij beloofde de renationalisatie van nutsbedrijven, gratis schoolmaaltijden voor alle kinderen, gratis volwassenenonderwijs, en een referendum over de monarchie en evenredige vertegenwoordiging. De partij won geen zetels in het Lagerhuis; Galloway verloor in Rochdale van de Labourkandidaat.